# Tongres
Pour l’article homonyme, voir Tongres (peuple belge).
Tongres (en néerlandais : Tongeren ; en allemand : Tongern ; en wallon : Tongue) est une section de la ville néerlandophone de Tongres-Looz en Belgique, située en Région flamande, chef-lieu d'arrondissement de la province de Limbourg. Si Hasselt est la capitale administrative de la province, Tongres en est la capitale judiciaire. La cour d'assises y a son siège et la cour d'appel d'Anvers y a un deuxième siège.
La ville fusionne avec celle de Looz le 1er janvier 2025 pour former Tongres-Looz .

## Géographie
La ville est traversée par le Geer, qui arrose successivement les communes de Hannut, Geer, Berloz (sur la limite), Waremme, Heers (succinctement), Oreye, Crisnée (succinctement), Tongres, Bassenge, Riemst et Maastricht où il se jette dans la Meuse.
La ville publie plusieurs cartes, dont un atlas des voies , une carte du patrimoine architectural , une carte du cadastre .

## Communes limitrophes
|                                                   | Hoeselt - Kortessem                    | Bilzen              |
| Heers - Looz                                      | Tongres                                | Riemst              |
| Herstappe - Crisnée (Wallonie) - Oreye (Wallonie) | Juprelle (Wallonie) - Awans (Wallonie) | Bassenge (Wallonie) |

## Histoire
Tongres est avec Arlon et Tournai l'une des trois plus anciennes villes de Belgique. Les plus anciens vestiges archéologiques découverts à Tongres remontent à 30 av. J.-C. Tongres doit son origine à un camp établi par les lieutenants de Jules César, Sabinus et Cotta, dont les légions sont massacrées à proximité (dans la vallée du Geer aux alentours de l'actuel village de Bassenge) lors de la bataille d'Aduatuca par Ambiorix, chef des Éburons, qui ligua une partie de la Gaule belgique contre les armées de César en 54 av. J.-C. Divers historiens[Qui ?] estiment qu'avant l'occupation romaine, la région et la ville furent effectivement occupées par la tribu gauloise des Éburons, dont le chef le plus connu est Ambiorix, qui s'opposa à César et lui échappa de peu.
Elle a été très tôt desservie par une des voies romaines dans la Gaule belgique. La plupart des voies romaines n'étaient pas pavées, ou leurs pierres ont ensuite été récupérées, mais Guichardin cité par Philippe Le Bas (1845) évoque des restes qu'on pouvait voir, dans la Gaule belgique, d'une voie romaine tracée de Paris à Tongres qui était une "œuvre merveilleuse", miraculeuse en raison d'une partie du tracé fait de très grandes pierres.
L'Encyclopédie méthodique dit que la ville appelée Atuaticum tongrorum (ou Atuatuca Tungrorum) par les Romains s'est aussi appelée Tongri, et Tongerea (en ancien flamand).
La même source dit que Guichardin la considérait comme la première ville de France et d'Allemagne convertie au christianisme bien avant qu'Attila ne la ruine par ses incursions et qu'elle ne soit à nouveau démantelée par les François (Français) en 1673. Elle aurait été un évêché dans les premiers siècles, transféré ensuite à Maastricht et finalement à Liège.
César lui-même évoque une place forte nommée Atuatuca ; « C'est le nom d'un fort qu'il situe presqu'au milieu du pays des Éburons, dans le lieu même où Titurius et Aurunculéius avaient déjà établi leurs quartiers d'hiver. César choisit cette position pour divers motifs, et surtout parce que les retranchements de l'année précédente étaient entièrement conservés, ce qui devait épargner beaucoup de travail aux soldats ».
La ville devint la capitale de la Civitas Tungrorum, circonscription administrative correspondant à l’ancien territoire des Éburons.
Selon Grégoire de Tours, des Francs auraient quitté la Pannonie pour s'établir « sur les bords du Main ; qu'ensuite traversant ce fleuve ils passèrent dans le pays de Tongres, et que là, dans leurs bourgs et dans leurs villes, ils créèrent pour les commander les rois chevelus pris dans la première et pour ainsi dire la plus noble de leurs familles ».
Tongres fut ensuite citée comme une des 23 bonnes villes de la principauté de Liège.
Le 18 août 1914, l'armée allemande exécute 12 civils et détruit 12 bâtiments, l'unité en cause est la 72e RIR-Régiment d'Infanterie de Réserve-. Ces événements font partie des Atrocités allemandes en 1914.
La commune devrait fusionner avec celle de Looz le 1er janvier 2025 pour former Tongres-Looz.

## Héraldique
|  | La commune possède des armoiries qui lui ont été octroyées le 20 octobre 1818 et à nouveau avec des supports les 25 mai 1838 et 18 décembre 1990. Tongres est la plus ancienne ville de Belgique, déjà une ville importante à l'époque romaine. Le sceau le plus ancien de la ville de Tongres date du XIIIe siècle et montre une ville fortifiée. Plus tard, les sceaux ont montré un bouclier avec des variations des armoiries de la famille Van Elderen. Au XVe siècle, la famille Van Elderen agissait en tant que vassaux des évêques de Liège, auxquels la ville appartenait. En 1496, les armoiries d'Arnold van Elderen étaient décrites comme un écu de vair avec une barre. Dans des images ultérieures, le vair a été remplacé par 9 pièces de vair (clochettes) et la barre réduite à une barre plus petite placée dans la moitié supérieure du bouclier. Blasonnement : D'argent à la fasce rehaussée d'or sommée de quatre clochettes de vair et soutenue de cinq autres, ordonnées 3 et 2. L'écu ayant pour timbre une couronne à trois fleurons entrecoupés de trois perles dont une surélevée et pour cimier un cygne naissant colleté d'une couronne d'or. - Délibération communale : 22 mars 1990 - Arrêté de l'exécutif de la communauté : 18 décembre 1990 - Moniteur belge : 25 septembre 1991 Source du blasonnement : Heraldy of the World. |

## Démographie

### Évolution démographique: Avant la fusion des communes
- Sources : INS, Rem. : 1831 jusqu'en 1970 = recensements[13].

### Évolution démographique de la commune fusionnée
En tenant compte des anciennes communes entraînées dans la fusion de communes de 1977, on peut dresser l'évolution suivante :
- Source : DGS - Remarque: 1831 jusqu'à 1980=recensement; depuis 1990=nombre d'habitants chaque 1er janvier[14]

## Politique et administration

### Liste des bourgmestres
| Période | Période  | Identité              | Étiquette        | Qualité          |
| ------- | -------- | --------------------- | ---------------- | ---------------- |
| 1925    | 1927     | Georges Meyers        | Parti catholique | Avocat           |
| 1927    | 1939     | Paul Neven            | Libéral          | Avocat, notaire  |
| 1939    | 1947     | Georges Meyers        | Parti catholique | Avocat           |
| 1947    | 1953     | Erard de Schaetzen    | CVP              | Juriste, notaire |
| 1953    | 1958     | Pierre Diriken        | BSP              |                  |
| 1958    | 1959     | Jacques De Vocht      | CVP              | Avocat           |
| 1959    | 1972     | Erard de Schaetzen    | CVP              | Juriste, notaire |
| 1972    | 1977     | Jean Férir            | BSP              |                  |
| 1977    | 1982     | Mathieu Rutten        | CVP              |                  |
| 1983    | 1987     | Jean Férir            | BSP              |                  |
| 1987    | 1989     | Roger Jorissen        | SP               |                  |
| 1989    | 1994     | Ghislain de Schaetzen | CVP              |                  |
| 1995    | 2024     | Patrick Dewael        | Open Vld         | Avocat           |
| 2025    | En cours | Jo Feytons            | Open Vld         |                  |

Tongres fait partie de la zone de police Tongres/Herstappe (en néerlandais : Tongeren/Herstappe), qui recouvre également Herstappe, et de la zone de secours Zuid-West Limburg, correspondant au sud-ouest du Limbourg. Sa caserne de pompiers est responsable des interventions à Tongres même, mais également à Herstappe et une partie de Riemst.

## Économie
La commune de Tongres compte des centaines d’entreprises qui travaillent principalement dans le secteur des services tels que les magasins, la restauration, les fournisseurs de services aux entreprises et les institutions publiques.
- Magasins et marchés

La majorité des magasins du centre-ville sont situés le long de l'axe Sint-Truiderstraat-Grote Markt-Maastrichterstraat. Grâce à la reconnaissance de Tongres comme centre touristique, les magasins sont également autorisés à être ouverts un certain nombre de dimanches par an et un dimanche de shopping peut avoir lieu chaque premier dimanche du mois.
Tongres a deux marchés hebdomadaires. Le marché hebdomadaire de quartier se déroule les jeudis sur et autour de la Grand Place. L'autre marché hebdomadaire est le marché aux antiquités et le marché aux puces le dimanche. Ce marché a lieu depuis plus de trente ans et est devenu le plus grand marché d'antiquités et de puces du Benelux. En plus des deux marchés hebdomadaires, trois marchés annuels sont également organisés ; un marché du soir a lieu la veille du jour de l'Ascension, un marché du livre est organisé dans le béguinage tous les deuxièmes dimanches d'août et une foire est organisée le jeudi.
- Tourisme

Le tourisme prend une place de plus en plus importante. La ville développe principalement deux types de tourisme ; d'une part, il y a le tourisme culturel, d'autre part, il y a le tourisme rural. Le Musée gallo-romain et le marché des antiquités sont les principales attractions. En raison du succès croissant du tourisme rural, de plus en plus de touristes explorent le paysage local en marchant ou en faisant du vélo.

## Sport
Tongres est surtout connu pour son équipe de handball le United HC Tongeren évoluant en première division nationale qui fut cinq fois champion de Belgique et qui remporta également cinq fois la coupe de Belgique.
Le Volley-ball féminin a été souvent dominé par Tongres, puisque le Datovoc Tongeren évoluant actuellement en Eredivisie, fut sept fois champion de Belgique et remporta six fois la coupe de Belgique.

### Principaux Clubs de la ville
handball
- United HC Tongeren

Volley-ball
- Datovoc Tongeren

football
- KSK Tongres

Futsal
- Pibo Tongres

## Lieux et monuments
- Basilique Notre-Dame de Tongres.
- Béguinage de Tongres. Derrière un mur du XIXe siècle, ce béguinage dévoile un lacis de ruelles et de placettes parsemées de statues de la Vierge, une église gothique et des maisons chaulées fort bien restaurées.
- Moerenpoort.
- Musée gallo-romain.
- Statue d'Ambiorix, par Jules Bertin, sur la Grand Place.

## Galerie

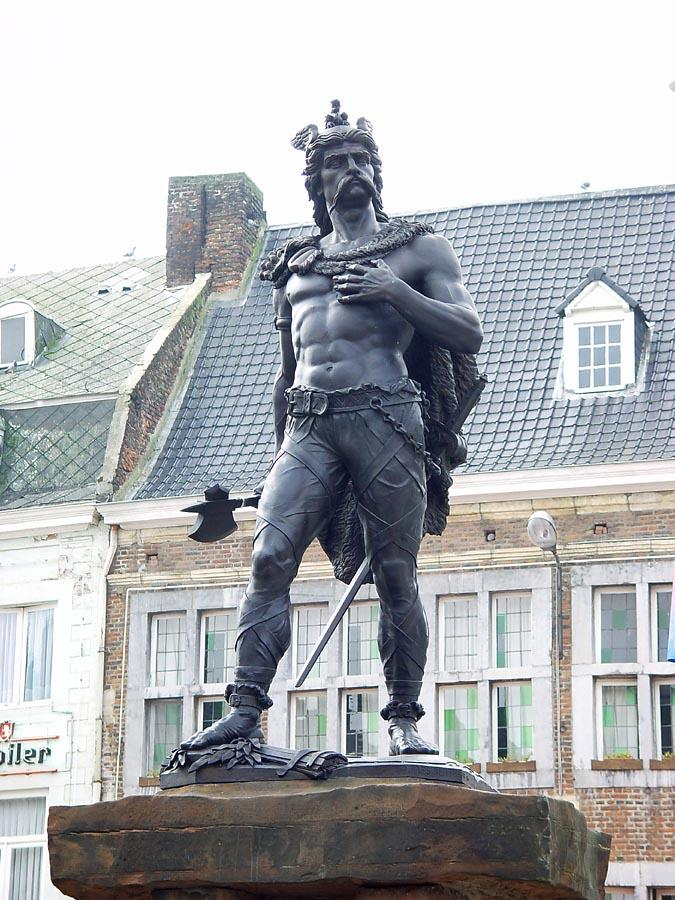
La Statue d'Ambiorix
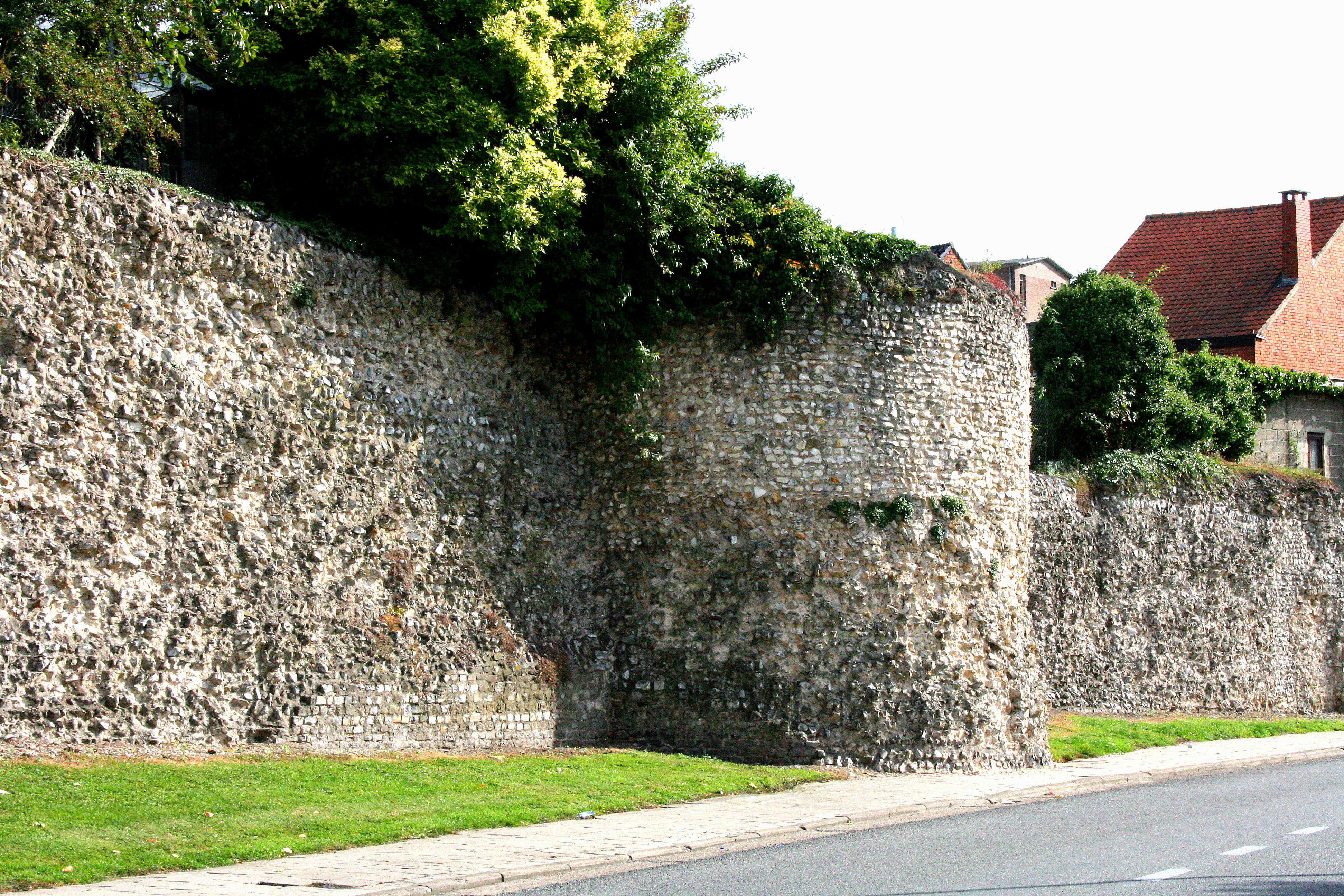
Enceinte gallo-romaine.
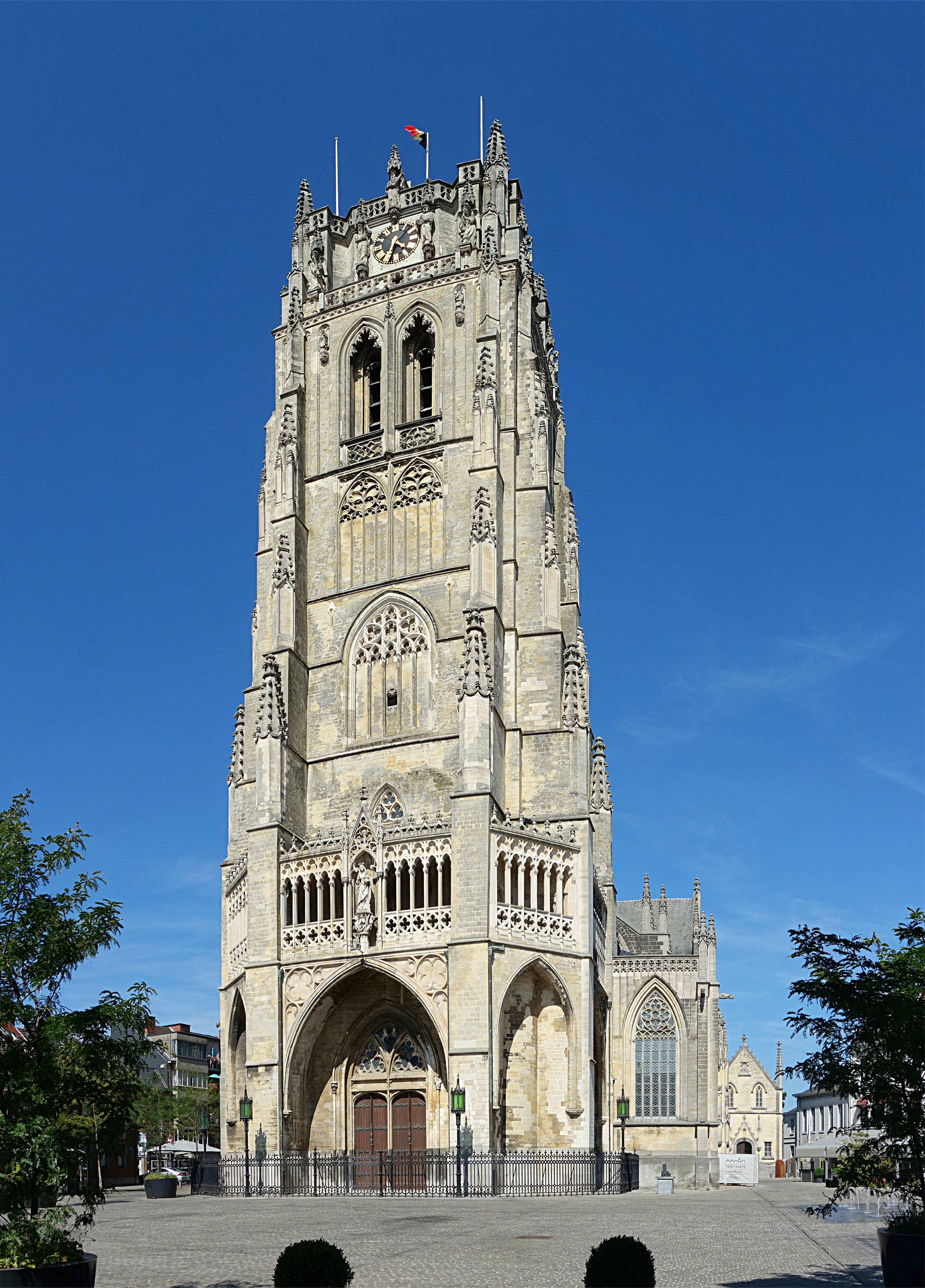
La Basilique Notre-Dame de Tongres
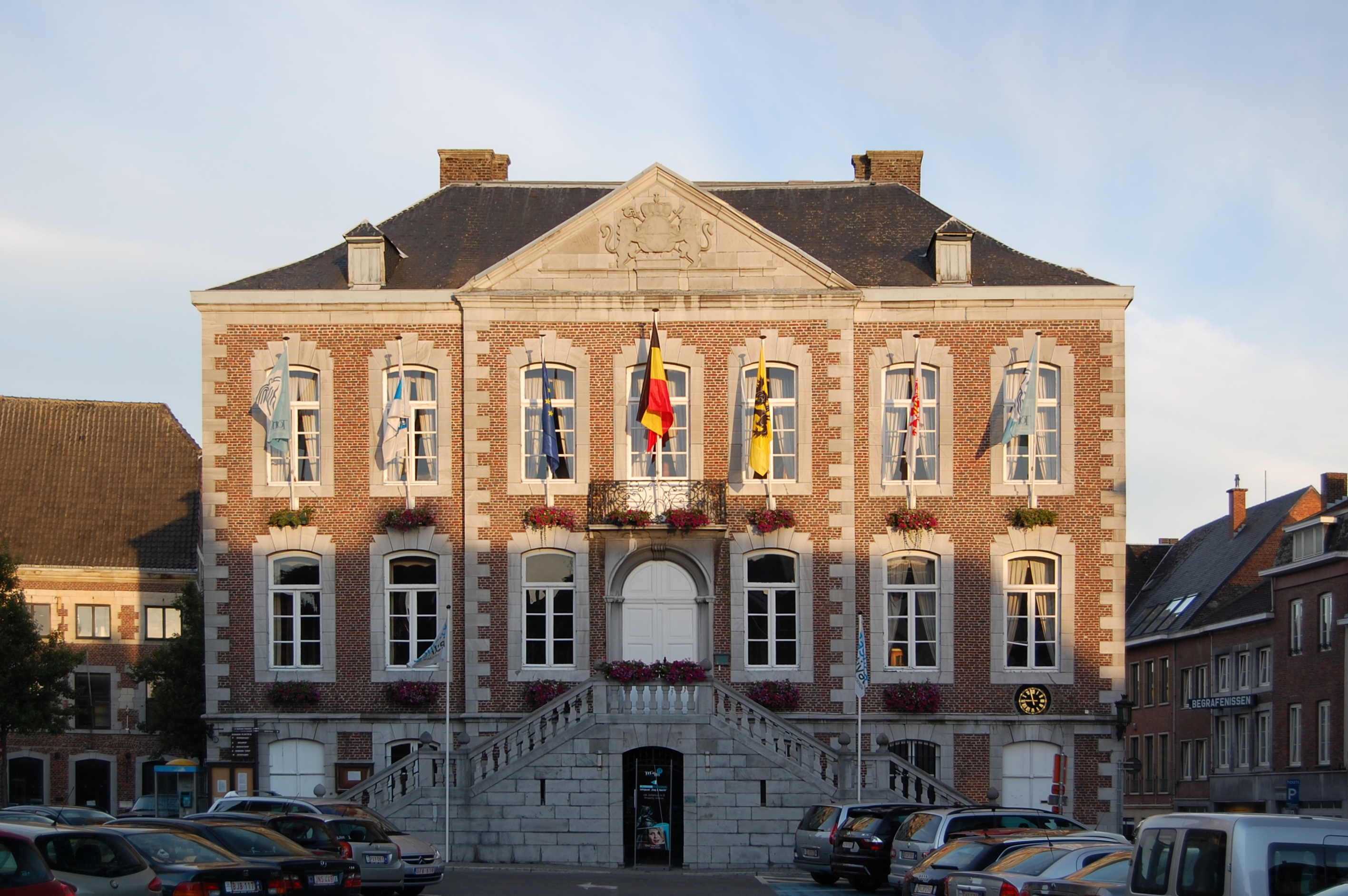
L'hôtel de ville
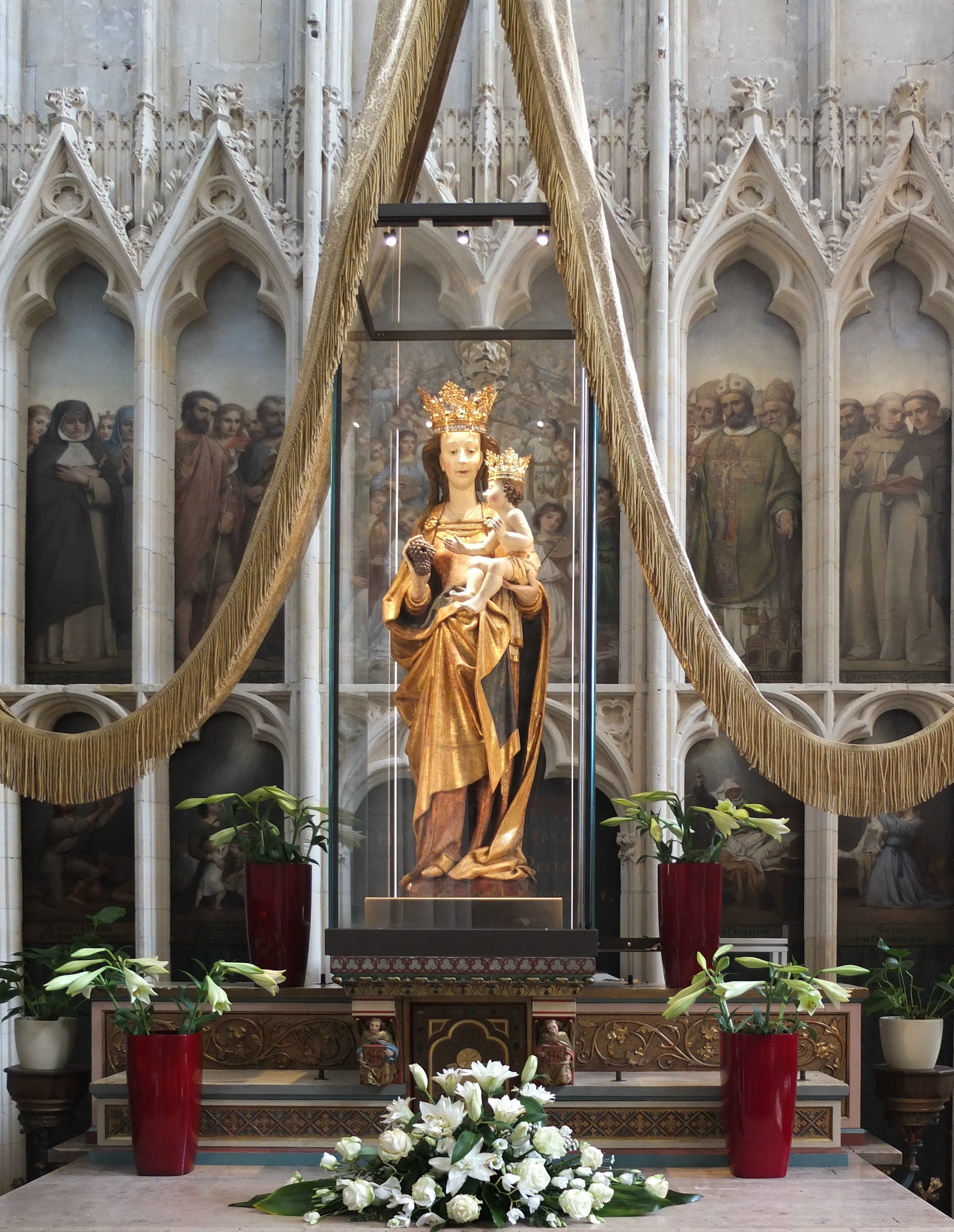
Autel de Notre-Dame de Tongeren « Cause de Notre Joie ».

## Jumelage
La ville est jumelée avec  Kalisz (Pologne).

## Personnalités
- Koen Daerden (1982-), joueur du Standard de Liège
- Philippe Boesmans (1936-2022), compositeur
- Sacha Massot (1983-), basketteur
- Robert Cailliau (1947-), co-créateur du World Wide Web avec Tim Berners-Lee
- Amaury Capiot (1993-), coureur cycliste professionnel